# Vonones circumlineatus
Vonones circumlineatus is een hooiwagen uit de familie Cosmetidae.